# Piłka nożna w Grecji
Piłka nożna (gr. Ποδόσφαιρο poðosfeɾo) jest najpopularniejszym sportem w Grecji. Jej głównym organizatorem na terenie Grecji pozostaje Eliniki Podosferiki Omospondia (EPO).
Piłkarska reprezentacja Grecji jeden raz zdobyła mistrzostwa Europy (2004).

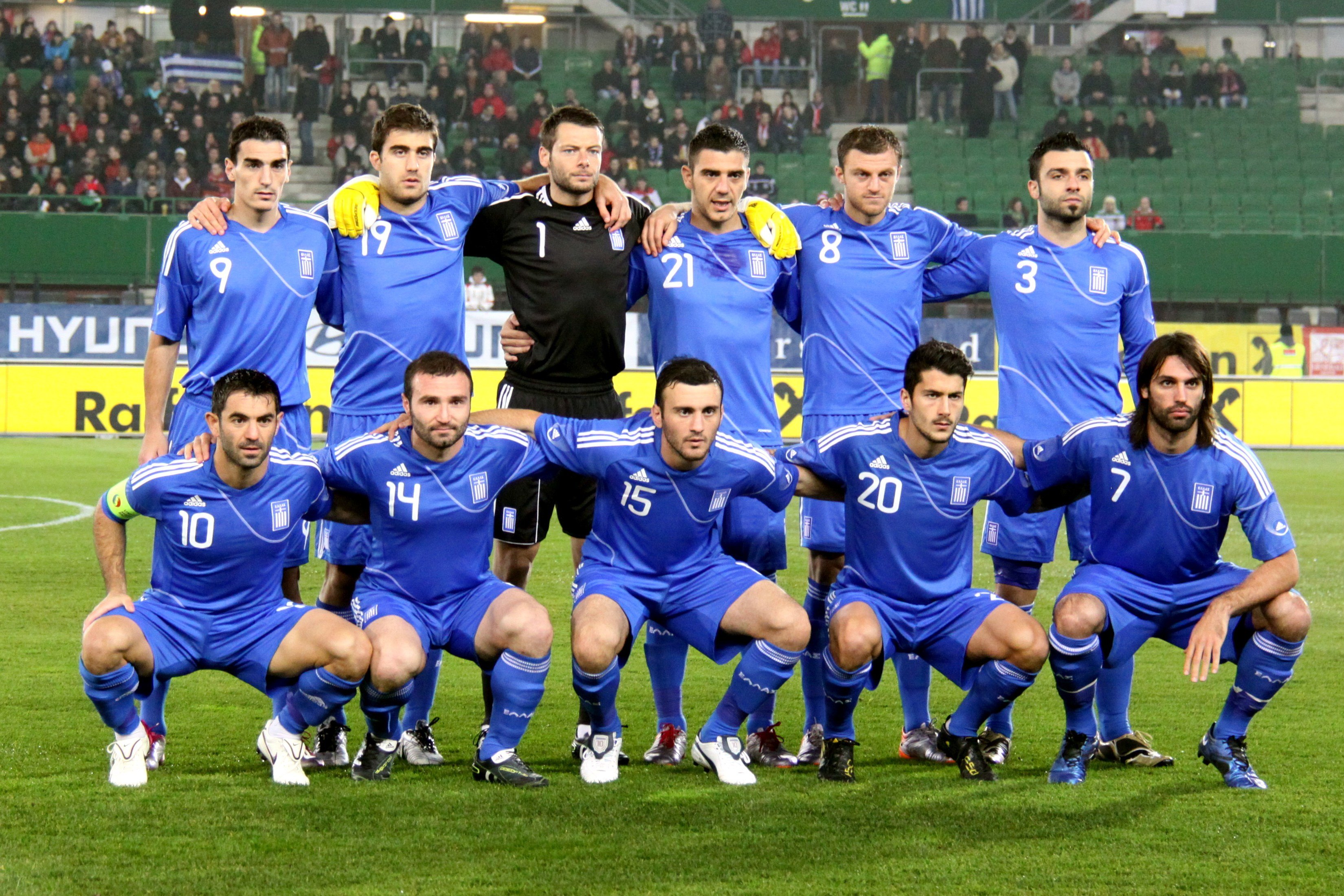
Reprezentacja Grecji podczas meczu w 2010 roku.

Olympiakos jako jedyny grecki zespół wygrał w sezonie 2023–24 Europejską Ligę Konferencyjną, pokonując w finale Fiorentinę. Ponadto młodzieżowa drużyna Olympiakosu wygrała w tym samym sezonie Ligę Młodzieżową UEFA, pokonując w finale AC Milan.

## Historia

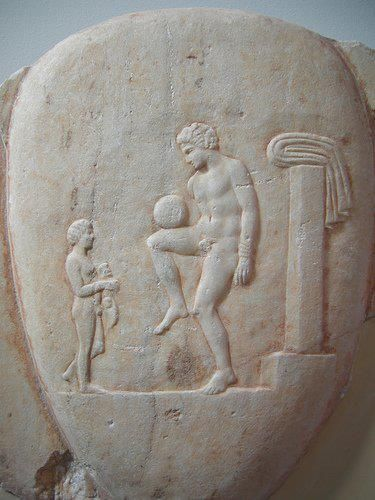
Starożytny grecki gracz Episkyros balansujący piłką. Wizerunek na poddaszu Lekythos.

Około 2000 roku p.n.e. starożytni Grecy wymyślili grę w rzucanie piłką, która nazywała się „ἐπίσκυρος” (episkyros) lub „φαινίνδα” (faininda), o którym wspomina grecki dramaturg Antyfanes (388–311 p.n.e.), a później chrześcijański teolog Klemens z Aleksandrii (ok. 150-ok.215 ne). Wydaje się, że te mecze przypominały bardziej rugby. Grali w piłkę głównie mężczyźni, ale kobiety, w razie potrzeby, mogły również poćwiczyć grę w piłkę. Bez względu na płeć Grecy zwykle bawili się nago. Jedna z granitowych płaskorzeźb Państwowego Muzeum Archeologicznego w Atenach przedstawia greckiego sportowca trzymającego piłkę na kolanach, prawdopodobnie demonstrującego tę technikę chłopcu stojącemu w pobliżu.
Piłka nożna w obecnym wydaniu zaczęła zyskiwać popularność w Grecji pod koniec XIX wieku, a została przywieziona przez emigrantów społeczności brytyjskich i personel wojskowy. 14 września 1890 w Smyrnie (obecnie Izmir w Turcji) powstał pierwszy grecki klub piłkarski Orfeas Smyrne. Pierwsze greckie drużyny piłkarskie powstały na początku XX wieku jako część klubów sportowych i gimnastycznych o długiej tradycji w głównych miastach portowych Atenach i Salonikach, a także wśród dużych greckich społeczności Imperium Osmańskiego, takich jak Konstantynopol i Smyrna. Po wojnie grecko-tureckiej w latach 1919–1922 drużyny Panionios i Apollon Smyrnis zostały przeniesione do Aten.
Pierwsze nieoficjalne mistrzostwa organizowane przez Asocjację Greckich Atletycznych i Gimnastycznych Stowarzyszeń (SEAGS, a od 1929 SEGAS) razem z Greckim Komitetem Olimpijskim (EOA) w marcu 1906 jako część Igrzysk panhelleńskich. Uczestniczyło trzy zespoły z Aten i okolic, które rozgrywały pojedyncze spotkania pomiędzy sobą, czyli odbyły się trzy turniejowe gry. Do 1913 turniej organizowała SEGAS. Następnie mistrzostwa zostały zawieszone z powodu dwóch wojen bałkańskich (1912–1913 i 1913). W 1914 Komitet Igrzysk Olimpijskich (EOA) ponownie organizował Panhelleńskie mistrzostwa. Potem I wojna światowa oraz wojna grecko-turecka (1919–1922) na 6 lat przerwała rozgrywki piłkarskie. Dopiero w sezonie 1921/22 Asocjacja Klubów Piłkarskich Hellady (EPSE, która powstała w 1919) ponownie organizowała lokalne rozgrywki klubów z Aten i Pireusu. Do 1927 rozgrywki toczyły się oddzielnie w kilku regionach Grecji. Tylko w sezonie 1922/1923 udało się wyłonić najlepszą drużynę spośród wszystkich regionów, jednak ten tytuł nie jest uważany za oficjalne mistrzostwo Grecji.
Po założeniu greckiej federacji piłkarskiej – EPO w 1926 roku, rozpoczął się proces zorganizowania pierwszych oficjalnych Mistrzostw Grecji w sezonie 1927/28. Najpierw rozgrywki nazywały się Panhelleńskie mistrzostwa (gr. Πανελλήνιο πρωτάθλημα, Panellenio Protathlema). Zespoły walczyli w grupach regionalnych, a zwycięzcy kwalifikowały się do turnieju finałowego, w którym rozgrywano tytuł mistrza Grecji.
W sezonie 1959/60 po raz pierwszy wystartowały rozgrywki w A΄ Ethnikí. Po raz pierwszy 16 zespołów konkurowali w jedynej lidze, a potem odbyły się play-off o miejsce 1, 3, 5 itd. W następnych sezonach mecze play-off odbywały się tylko pomiędzy drużynami, które zdobyły jednakową liczbę punktów.
Rozgrywki zawodowej Super Ligi zainaugurowano w sezonie 2006/07.

## Format rozgrywek ligowych
W obowiązującym systemie ligowym trzy najwyższe klasy rozgrywkowe są ogólnokrajowe (Superleague Ellada, Superleague Ellada 2, Football League). Dopiero na czwartym poziomie pojawiają się grupy regionalne.

## Puchary
Rozgrywki pucharowe rozgrywane w Grecji to:
- Puchar Grecji (Κύπελλο Ελλάδας),
- Superpuchar Grecji (Σούπερ Καπ Ελλάδος) - mecz między mistrzem kraju i zdobywcą Pucharu